# Limnophila (Limnophila) nematocera
Limnophila (Limnophila) nematocera is een tweevleugelige uit de familie steltmuggen (Limoniidae). De soort komt voor in het Neotropisch gebied.